# 4692 SIMBAD
4692 SIMBAD (1983 VM7) là một tiểu hành tinh vành đai chính được phát hiện ngày 4 tháng 11 năm 1983 bởi B. A. Skiff ở Flagstaff. It was named in reference to the astronomical database SIMBAD.